# Гмунд ам Тегернзе
Гмунд ам Тегернзе (њем. Gmund am Tegernsee) општина је у њемачкој савезној држави Баварска. Једно је од 17 општинских средишта округа Мисбах. Према процјени из 2010. у општини је живјело 6.076 становника. Посједује регионалну шифру (AGS) 9182116.

## Географски и демографски подаци
Гмунд ам Тегернзе се налази у савезној држави Баварска у округу Мисбах. Општина се налази на надморској висини од 740 метара. Површина општине износи 34,4 km². У самом мјесту је, према процјени из 2010. године, живјело 6.076 становника. Просјечна густина становништва износи 177 становника/km².